# Lemie
Lemie is een gemeente in de Italiaanse provincie Turijn (regio Piëmont) en telt 209 inwoners (31-12-2004). De oppervlakte bedraagt 45,4 km², de bevolkingsdichtheid is 5 inwoners per km².

## Demografie
Lemie telt ongeveer 120 huishoudens. Het aantal inwoners daalde in de periode 1991-2001 met 19,6% volgens cijfers uit de tienjaarlijkse volkstellingen van ISTAT.
| Jaar | Inwoneraantal |
| ---- | ------------- |
| 1991 | 271           |
| 2001 | 218           |

## Geografie
Lemie grenst aan de volgende gemeenten: Ala di Stura, Balme, Mezzenile, Usseglio, Viù, Condove.
1. ↑  https://demo.istat.it/?l=it.